# Trox frontera
Trox frontera là một loài bọ cánh cứng trong họ Trogidae.

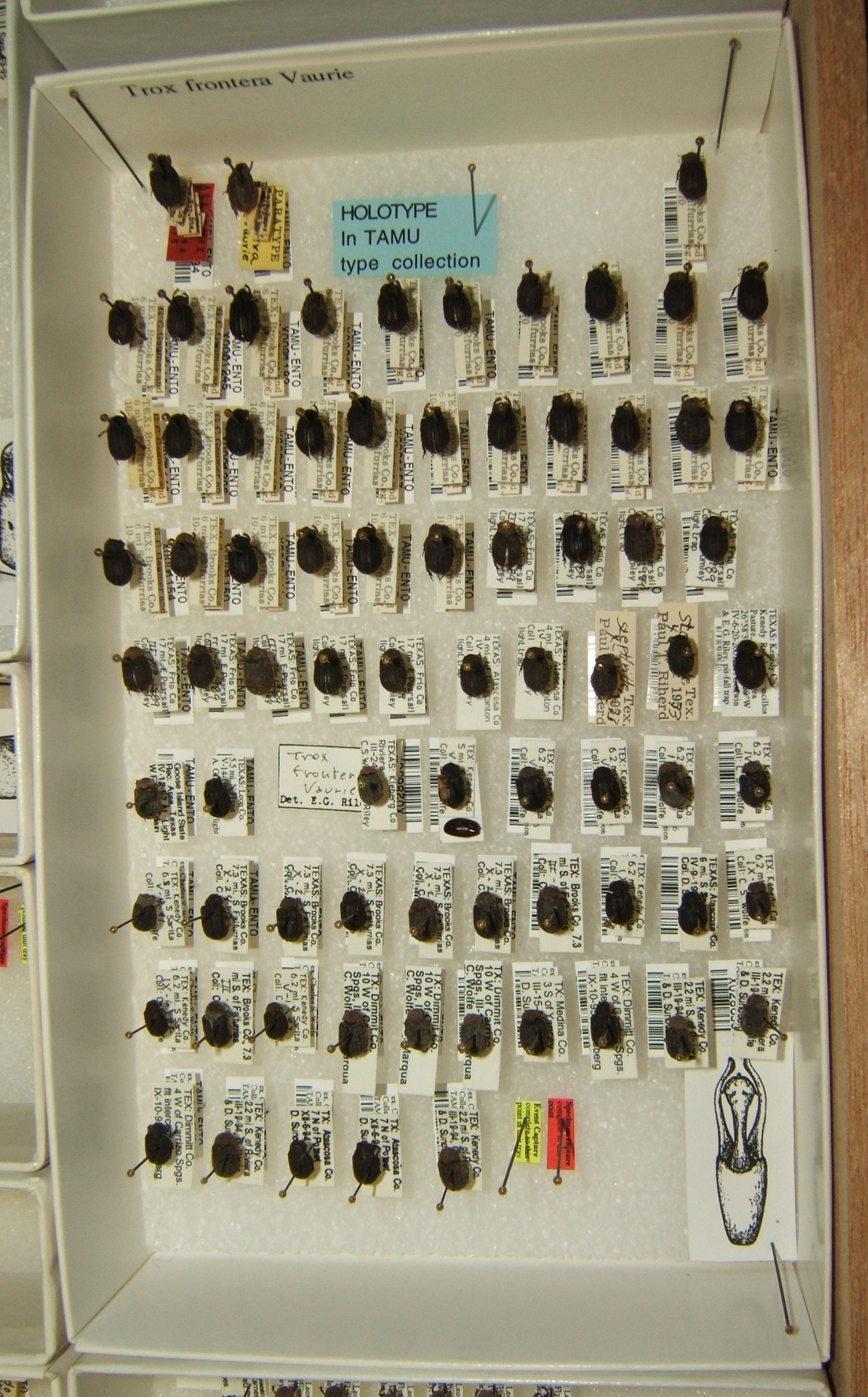
Trox frontera variation